# The Neanderthal Man (film)
The Neanderthal Man este un film SF american din 1953 regizat de Ewald Andre Dupont. Scenariul este realizat de Aubrey Wisberg și Jack Pollexfen. În rolurile principale joacă actorii Robert Shayne, Doris Merrick și Richard Crane.

## Prezentare
Un om de știință (interpretat de Robert Shayne) realizează o formulă care face ca animalele să regreseze la forme primitive ale strămoșii lor. Acesta încearcă formula pe el însuși, cu rezultate dezastruoase.

## Actori
- Robert Shayne
- Joyce Terry
- Richard Crane
- Doris Merrick
- Beverly Garland
- Robert Long
- Tandra Quinn
- Lee Morgan
- Eric Colmar
- Dick Rich
- Robert Easton
- Frank Gerstle
- Anthony Jochim
- Marshall Bradford
- William Fawcett